# Stora Skarvdörrssjön
Stora Skarvdörrssjön (Skarddørssjøan) en sjö på gränsen mellan Sverige och Norge, i Bergs kommun i Härjedalen och Tydals kommun i Trøndelag fylke. Sjön ingår i Neans huvudavrinningsområde. Den har en area på 0,919 kvadratkilometer och ligger 1 057,4 meter över havet.

## Delavrinningsområde
Stora Skarvdörrssjön ingår i det delavrinningsområde (697767-131029) som SMHI kallar för Utloppet av Stora Skarvdörrssjön. Medelhöjden är 1 143 meter över havet och ytan är 9,92 kvadratkilometer. Det finns inga avrinningsområden uppströms utan avrinningsområdet är högsta punkten. Vattendraget som avvattnar avrinningsområdet har biflödesordning 2, vilket innebär att vattnet flödar genom totalt 2 vattendrag innan det når havet efter 31 kilometer. Avrinningsområdet består mestadels av kalfjäll (91 procent). Avrinningsområdet har 0,45 kvadratkilometer vattenytor vilket ger det en sjöprocent på 4,5 procent.